# Фрайбург (летовище)

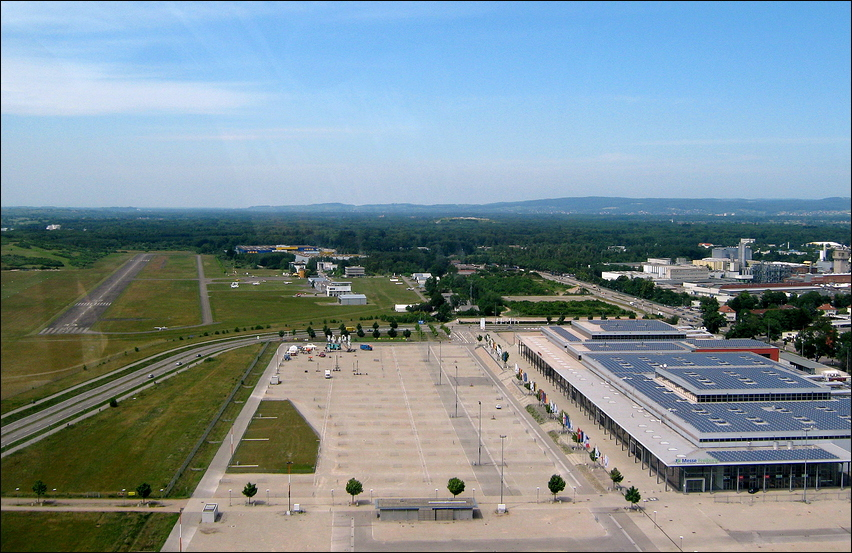
Вид з повітря на летовище та виставковий центр

Летовище Фрайбургу або Аеродром Фрайбургу (нім. Flugplatz Freiburg) (ICAO: EDTF) — розташоване в північно-західній частині Фрайбургу, на південному заході Німеччини одне із найстаріших летовищ Німеччини. 
Схвалений для моторних літальних апаратів, мотопланерів, гелікоптерів, планерів, аеростатів, парашутного спорту та, з обмеженнями, для надлегких літальних апаратів та гірокоптерів. Тут також розташована база транспортного гелікоптера інтенсивної терапії Christoph 54 рятувальної служби «DRF Air Rescue».
Використовується для приватних та комерційних цілей, а саме рейси для експонентів та відвідувачів виставкового центру Фрайбург-Мессе, для гостей телешоу чи спортивних заходів, а також для транспортування органів для Університетського медичного центру. 
Євроаеропорт Базель-Мюлуз-Фрайбург, розташований за 46 км від Фрайбурга, використовується для міжнародних комерційних рейсів.

## Оператор та фінансування
Оператором аеропорту є «Flugplatz Freiburg-Breisgau GmbH», дочірня компанія «Stadtwerke Freiburg GmbH». 
Дохід аеропорту надходить, серед іншого, від посадкових зборів. 
Тим не менш, «Flugplatz Freiburg-Breisgau GmbH» щороку зазнає п'ятизначних збитків, які компенсуються муніципальним коштом. 
Єдиним винятком став 2012 рік, коли через розблокуванню резервів зафіксовано прибуток у розмірі 33 000 євро. 

У 2017 році компанія «Flugplatz Freiburg-Breisgau GmbH» мала 15 співробітників, включно з трьома штатними авіадиспетчерами. 